# Geografía de la Provincia del Chaco
La Provincia del Chaco es una provincia en Argentina que se encuentra completamente dentro de la región chaqueña, concretamente en el denominado Chaco Austral. Su relieve eminentemente llano tiene una suave pendiente noroeste-sudeste que se aprecia con claridad en el sentido en que discurren los ríos. Su clima es subtropical, siendo la distribución de lluvias el principal factor de diferenciación, ya que siendo muy abundantes al Este disminuyen a medida que se avanza hacia el oeste, conformando tres zonas con límites difusos: Chaco Húmedo, Central o de Transición y Chaco Seco.
Los ríos Paraná y Paraguay que sirven de límite al Este constituyen a su vez límites de la región chaqueña, mientras que el río Bermejo que lo separa al norte de Formosa es uno de los 4 grandes ríos de dicha región. En el sector este se forman algunos cauces autóctonos dentro de los que se pueden destacar los ríos Negro, Tragadero y Guaycurú.
El paisaje está constituido por bosques en las zonas altas y selvas de galería junto a los cursos de agua, cañadas o lagunas en las zonas bajas, y abras o pastizales en las zonas intermedias. El monte leñoso de la zona occidental es conocido como Impenetrable, siendo una de las características más reconocidas de la Provincia.

## Clima
El gradiente este-oeste es el principal factor que afecta el clima; al este se presenta la isohieta de 1200 mm anuales de precipitación, mientras que en el extremo oeste alcanza los 500 mm; no obstante el clima se caracteriza por una gran amplitud interanual, que mueve 300 mm las isohietas. En años húmedos todo el sector oriental queda con excedentes hídricos.
La zona oriental presenta clima subtropical húmedo con dos estaciones diferencias: verano e invierno. Hay un doble máximo de lluvias en noviembre y marzo, mientras que las mínimas precipitaciones se dan entre julio y agosto. Las medias térmicas anuales son de 20 °C. Los vientos predominantes son del sector NNE y SSE, que determinan el ingreso de masas de aire cálido y seco, o frío y húmedo respectivamente. El clima se considera muy favorable para las actividades humanas entre mayo y septiembre, y muy desfavorable entre diciembre y marzo.

### Circulación atmosférica
La provincia se ubica cerca del centro geográfico del sector sudamericano del Hemisferio Sur, sobre la zona de discontinuidad zonal de circulación, es decir, al norte de ella los vientos dominantes son del este propios de las zonas tropicales, y al sur predominan los del oeste, característicos de zonas templadas; al ser una zona de transición según la época del año predominan unos u otros vientos. Como el Hemisferio Sur es eminentemente oceánico, las condiciones térmicas del mar influyen notablemente en la circulación atmosférica. De hecho la circulación típica del verano se extiende hasta mediados de otoño, momento en que el mar alcanza el máximo de temperatura acumulada, mientras que el modelo invernal se extiende por la razón opuesta hasta mediados de la primavera. Las masas de aire alteran entonces el impacto de la radiación solar, al punto que se reconocen solamente dos estaciones: una con predominio de masas tropicales y otra con predominio polar, ambas separadas por cortas estaciones intermedias.
La masa continental sudamericana interrumpe el flujo entre el anticiclón del Atlántico Sur y el anticiclón del Pacífico Sur, especialmente por la Cordillera de los Andes. Entre medio de ambos se sitúa una zona de baja presión denominada baja térmica del Noroeste argentino, que se manifiesta a sotavento de la cordillera y va perdiendo intensidad hacia el este, donde se ubica la provincia. Este sector de bajas presiones facilita el intercambio de vientos, filtrándose al norte los vientos australes y al sur los tropicales. En verano esta depresión térmica se acentúa por el mayor calentamiento continental. El ciclo típico puede establecerse de la siguiente manera: con el pasaje de un frente frío acontece mal tiempo y lluvias generalizadas, a lo que sucede una sensible baja de la temperatura y caída de los niveles de humedad; sigue entonces buen tiempo, soleado, con vientos suaves. Progresivamente se produce un calentamiento, el cielo se torna brumoso o con grandes nubes de desarrollo vertical, características típicas de vientos tropicales en movimiento; esta situación puede acarrear chaparrones convectivos o de inestabilidad, aislados y espacialmente desorganizados; finalmente vuelve a ingresar una masa de aire polar reiniciándose el ciclo.
Los vientos pueden dividirse en dos grandes grupos: tropicales y continentales: los primeros son denominados en el habla cotidiana como viento norte, y los segundos como viento sur, aunque como veremos a continuación, dentro de ellos se presentan corrientes de aire con características muy distintas.

#### Vientos tropicales
Cuando el anticiclón del Atlántico Sur se encuentra a una latitud igual o superior a la del centro de baja presión continental se forma un flujo de viento desde el nordeste denominado tropical atlántico, el cual al provenir del océano lleva consigo grandes cantidades de humedad. Ocurre sobre todo en verano y afecta principalmente la zona este de la Provincia. Los días se presentan húmedos y cálidos, con poca amplitud térmica entre el día y la noche. Aunque no es excesivamente caliente, el alto contenido de vapor lo torna muy incómodo.
En cambio, cuando el anticiclón del Atlántico se encuentra más al norte que la depresión térmica, el flujo de vientos tiene sentido norte - sur, bordeando la depresión térmica, y se denomina tropical continental. Al tener su origen en zonas áridas del continente se trata de un aire seco y caliente, con alto contenido de vapor pero cuya elevada temperatura reduce la humedad relativa. Aunque es más caliente que la variante atlántica, su menor humedad la hace más tolerable.

#### Vientos polares
Estos vientos se originan en el borde oriental y polar del Anticiclón del Pacífico Sur, pero los mismos solo consiguen superar la barrera de los Andes al Sur del Paralelo 35°S, donde la altura de los valles desciende de 4000 a 2000 m s. n. m. en promedio. Dichas masas transponen la barrera unas 80 veces al año, pudiendo desde allí seguir tres trayectores diferentes.
En épocas invernales es más común la trayectora principal es la meridiana, por la cual los vientos toman rumbo norte a través de la depresión continental. Las trayectorias zonales tienen rumbo oeste-este y son las más habituales en verano, pero no alcanzan a afectar a la provincia donde dominan en dicha etapa los vientos tropicales. En las estaciones intermedias se presentan los vientos submeridianos, a medio camino entre los ya mencionados.
La trayectoria meridiana conforma el viento polar continental. Son típicamente frías y pierden casi toda su humedad una vez que traspasan la Cordillera. El aire frío y seco produce bruscos enfriamientos, causando las típicas heladas invernales. Generan buen tiempo, frío y seco, con días soleados y agradables, y grandes enfriamientos nocturnos. En verano ocurren con baja frecuencia y se caracterizan por su baja humedad. Al provenir del sudoeste su acción se siente con mayor intensidad en dicha zona, perdiendo relevancia hacia el norte y este.
La trayectoria submeridiana por su parte presenta mayores niveles de humedad, el cual proviene de su breve paso por el Atlántico; conforma lo que se conoce como viento polar atlántico. Genera en la zona lloviznas o lluvias generalizadas, situación que se puede prolongar por varios días, sobre todo durante los meses de mayo y junio. El tiempo se presenta húmedo, frío y gris.

### Temperatura
A medida que se avanza hacia el norte aumentan levemente las temperaturas, ubicadas entre 20° y 22° de media anual. La presencia de masas de agua puede alterar significativamente el equilibrio, en el valle del Paraná la misma puede tener hasta 5 °C de diferencia con las zonas cercanas; las masas boscosas pueden producir efectos semejantes, pero de alcances más limitados. Durante el verano las temperatura máximas pueden superar los 47 °C, la zona noroeste se encuentra muy próxima a Rivadavia, localidad que se conoce como el polo de calor de América del Sur, pero es también el área más despoblada. A medida que se avanza hacia el oeste el clima se torna más continental, con lo cual aumentan las amplitudes térmicas media y absoluta.
El clima se presenta más estable en verano, con calor generalizado. En invierno en cambio los frentes fríos son intrínsecamente variables, pudiendo producir dos o más períodos fríos separados por períodos calurosos fuera de época. Esto alcanza el conocimiento popular en la etapa conocida como veranillo de San Juan, momento del año donde se reconoce un alza de temperatura cerca de la festividad de San Juan Bautista, en pleno invierno austral.

### Precipitaciones
En la franja sobre las riberas de los ríos Paraná y Paraguay las lluvias superan los 1200 mm anuales, decreciendo gradalmente a menos de 600 milímetros en Taco Pozo, extremo occidental de la provincia. El área oriental se ve fuertemente afectado por el anticiclón del Atlántico, mientras que al oeste tiene mayor incidencia la mencionada depresión térmica del noroeste, sobre todo en invierno. 
En verano el calientamiento de la superficie acentúa la depresión térmica, con lo que los vientos tropicales atlánticos penetran más profundamente hacia el oeste, lo que genera la mayor actividad pluvial del estío y una tendencia monzonal. En la zona oriental la merma de los vientos tropicales se compensa con las masas polares atlánticas, por lo que no existe una estación seca como en la región occidental. Todo el régimen presenta entonces un doble máximo en los meses de noviembre y marzo, algo más acentuado este último por el aumento de la temperatura del mar.
Las medias de precipitaciones esconden sin embargo una alta variabilidad interanual, en el este el año más lluvioso puede representar hasta 2,5 veces la cantidad de lluvia durante el año más seco; al oeste esta fluctuación se agudiza. La variabilidad intermensual es aun mayor, por la característica de las lluvias estivales, desorganizadas, al punto que se pueden presentar máximos aleatorios en determinadas áreas. Las sequías por otra parte se presentan más habitualmente en invierno, en un contexto sin embargo más variable que en invierno, ya que la atracción de lluvias en verano viene dada por factores estáticos como son la latitud y la continentalidad, mientras que los frentes invernales dependen de un factor dinámico y variable por excelencia como lo es la circulación de los vientos templados.

## Geología
La Provincia se asienta sobre el Macizo de Brasilia, una de las tres grandes unidades de Sudamérica. Hace 100 millones de años la Placa de Nazca comenzó un proceso de subducción bajo la Placa Sudamericana, originando la actual Cordillera de los Andes; al mismo tiempo se inició un descenso del bloque donde se ubica el Chaco. Sobre el sector ubicado entre los Andes y la meseta elevada en la actual Provincia de Misiones se fueron acumulando las partículas provenientes de la erosión de los Andes —los niveles más cercanos a la superficie provienen más precisamente del sector montañoso ubicado en el Noroeste argentino— quedando el macizo cristalino enterrado bajo una capa de sedimentos que en promedio tiene 2 mil metros de profundidad, llegando hasta los 5000 metros en el depocentro o Fosa Las Breñas. Este sector es conocido como Cuenca Chacoparanaense, y es una cuenca intracratónica.

### Fallas geológicas
La orogenia andina también afectó distintas fallas paralelas, una de ellas discurre bajo los cauces de los ríos Paraguay y Paraná, la cual se reactivó hace 2,5 millones de años, elevando el bloque mesopotámico y marcando un claro contraste en las zonas ubicadas a uno y otro lado de la falla.
Al Sudoeste se presenta una falla con rumbo sudoeste-nordeste conocida entre otros nombres como Falla Las Breñas, Dorsal Charata o Alto Pampeano Chaqueño; aunque su efecto en la superficie es poco visible separa claramente en dos sectores la llanura chaqueña. El levantamiento de este bloque continuaría hasta hoy, tal como lo indica el terremoto de 1968 con epicentro cerca de Campo Largo. Es a su vez el causante del afloramiento de arenas cuarcíticas en la zona de Las Piedritas.
Una tercera falla de importancia es la Dorsal Paranaense. Discurre paralela al río Paraná, y aunque apenas ingresa en el Chaco tiene grandes efectos al limitar el escurrimiento entre ambos altos, formando lo que se conocen como los Bajos Submeridionales, un amplio sector del Sur provincial caracterizado por múltiples bajos y cañadas.
Existen a su vez otras fracturas de rumbo semejantes a las anteriores, con algún impacto en la circulación de las aguas profundas y el drenaje superficial. En algunas ocasiones el cambio en la pendiente alcanza a ser visible en el paisaje como ocurre en las proximidades de Machagai.

### Evolución geológica
En el período conocido como Belgranense Superior una activa red fluvial alimentada por cuantiosas precipitaciones surcaba la provincia con poca carga sedimentaria, mientras que en el Este predominaba un ambiente lacustre con amplios sectores inundables. Durante el Bonaerense medio se elevó el dorso occidental. Luego en el Lujanense se acentúa el descenso tectónico en el sector Sur. Durante el Platense y el Cordobense hubo un clima más seco en el que predominó la acción eólica. El período actual se considera húmedo, con entallamiento de cauces activos, reactivación de la red fluvial y procesos de erosión retrocedente y colmatación.
El proceso general de hundimiento de la placa tectónica ocasionó en la Provincia una tendencia al desarrollo de planicies. Durante períodos húmedos, la vegetación se desarrolla en áreas inundables, y sus restos orgánicos se depositan en el fondo; al reducirse la profundidad el agua debe abarcar mayor superficie, lo que a su vez aumenta el área de evaporación. Los cauces de agua en cambio, continuamente traspasan los albardones y finalmente los rompen, generando una red de cauces abandonados, lagunas semilunares y backswamps, todos muy comunes en el Este de la Provincia y particularmente visibles en su capital y ciudad más poblada. Por otra parte, en los períodos secos, los vientos forman dunas y van rellenando las depresiones; el escurrimiento del agua es en general laminar con gran arrastre de sedimentos que también generan albardones con tendencia a ser rotos y traspasados, ocasionando una red fluvial anastomosada.
Hubo al menos dos breves ingresiones marinas, una conocida como Mar Paranaense, y otra como Mar Entrerriense, muchos más notorios hacia el Sudeste. En el Devónico se estima existieron dos mares, uno en la cuenca argentina-boliviana y otro que ingresaba desde Uruguay, ambos separados por una franja de tierra que se extendía como continuación nordeste de las Sierras Pampeanas, es decir aproximadamente el ya mencionado Alto Pampeano Chaqueño.

### Estratigrafía
Los sedimentos van desde el Cuaternario hasta el Paleozoico temprano. Los sedimentos terciarios son en general de origen terrestre a excepción de dos breves transgresiones marinas; la primera ingresión (etapa Paranaense) está compuesta de esquistos grisáceos a verdes, mientras que la segunda (Entrerriense) son arenas, con buena cantidad de acuíferos potables. El resto del Terciario está compuesto por areniscas y esquistos grisáceos. Los sedimentos terciarios y cuaternarios descansan sobre rocas cretácicas y triásicas. En varios lugares por debajo de los sedimentos terciarios se encuentran areniscas pobremente consolidadas de color entre marrón y naranja, que se correlacionan con afloraciones del Cretácico superior en Uruguay y con las camas rojas con restos de dinosaurios de Neuquén. Sin embargo hacia el norte los restos triásicos pueden estar cubiertos directamente por los sedimentos terciarios.
Las extrusiones basálticas que se encuentran en Misiones se convierten gradualmente en areniscas rojas, compuestas por granos perfectamente redondeados alternados con esquistos rojos y violetas, a los que se suman conglomerados de lentes sobre todo en la base. Estas areniscas conocidas como Grupo Alhuampa, se correlacionan con las areniscas de la Formación Botucatú y Piramboia, de claro origen continental. Por debajo de las camas terciarias se encuentran depósitos de origen parcialmente fluvio-glacial, que se pueden asimilar a los grupos Mandiyuti y Machareti de Bolivia, de origen Pérmico y Carbonífero. En el Grupo Mandiyuti hay areniscas grisáceas y violetas, junto con esquistos y conglomerados de lentes donde se observan marcas de origen glacial. El grupo Machareti subyace al Mandiyuti, y está compuesto por lentes de areniscas grisáceas incrustadas en arcillas y limos de color gris oscuro; en la parte inferior pasan rápidamente de gris oscuro a esquistos negros lustrosos intercaladas con areniscas blancas. Por debajo se encuentra lo que se denomina Formación Las Breñas: limo endurecido de color rosa grisáceo a violeta; ocasionalmente se encuentran cuarcitas que obstaculizan la perforación por su dureza. No queda claro el origen de esta última formación, pero parece indicar que son del período silúrico, y que no se encuentran en la zona restos del Devónico. Es probable que hayan sido sedimentos marinos, o como mínimo de un mar muy playo.

### Exploración de petróleo
Se realizaron dos perforaciones profundas, en cercanías de las localidades de Las Breñas y Charata, a los que se sumaron trabajos de reflexión sísmica con el objetivo de encontrar petróleo o gas natural. Los depósitos del silúrico y devónico que en Bolivia y el Noroeste argentino forman esquistos negros bituminosos son la fuente principal de petróleo de dicha zona, y se expanden hacia el Este sobre un sector más estable del Escudo brasileño. El sector de la cuenta Chaco - Paranaense en todo ese tiempo fue una cuenca negativa donde se acumulaban sedimentos; además, en el Carbonífero el sector entero se hundió, lo que posibilitaría una conexión entre las cuencias bolivianas y Chaco Paranaense. Como no se encuentran restos del devónico en las perforaciones se asume que los mismos fueron subsumidos a sedimentos del Triásico, en lo que se conoce como la Serie Tubarão, que en Brasil tiene secciones bituminosas. Sin embargo nunca se hallaron explotaciones con posibilidades comerciales, en 2015 se realizaron nuevos intentos, sobre todo en la zona denominada Fosa Las Breñas, sin resultados positivos.

## Hidrografía

### Ríos y arroyos
En el centro y sobre todo el oeste de la provincia las pérdidas de agua por evaporación e infiltración son mayores que el aporte pluvial. La red autóctona se presenta estacional o bien desaparece por completo.
En el este se encuentra una serie de ríos autóctonos, en general sobre los paleocauces de sucesivos desplazamientos laterales de los ríos Bermejo y Salado del Norte —este último actualmente no discurre sobre la Provincia—, y con cuencas de aporte difusas y móviles. En general aparecen a partir de la isohieta de 900 mm. El régimen hidrológico es del tipo subtropical, con lluvias que se concentran de verano a otoño, algo que Rochefort denominó régimen pluvial subtropical, típico de las costas orientales del Hemisferio Sur. Sin embargo, la magnitud de las áreas anegables provoca un desfasaje de hasta 2 meses entre las lluvias y las crecientes sobre los ríos; a diferencia de otros regímenes de llanura, en el Chaco tienen más importancia la permanencia de un estado (sequías o inundaciones) que la magnitud en sí de dicho estado. El máximo primaveral de lluvias es menos visible debido a que sucede al invierno más seco, con lo que buena parte de termina en reponer la humedad del suelo. En verano hay un corto período entre los máximos de primavera y otoño, cuyo efecto es más notorio por la alta evapotranspiración consecuencia de las altas temperaturas, al punto que pueden secarse los esteros y cañadas que alimentan el sistema. El máximo de precipitaciones de marzo-abril recarga nuevamente la humedad y eleva los caudales hasta su máximo de mayo. Dicho régimen también se ve afectado por una alta variabilidad mensual en la distribución de las precipitaciones, y en el sector final se ven afectados por el régimen de crecidas de los río Paraná y Paraguay, adonde desembocan sus aguas. Normalmente las crecidas de dichos ríos crean un efecto de remanso que impide el desagüe natural, lo que provoca la inundación de extensas zonas en la cuenca baja de los mismos; las zonas urbanas se protegen de estos eventos mediante sistemas de cierre y bombeo.  A la variabilidad mensual debe sumarse la de los períodos plurianuales, con patrones de entre 7 y 10 años de fases de inundación extrema y sequías pronunciadas. Algunos de los cauces se ven afectados por desechos industriales y domiciliarios.
La muy baja diferencia de relieve provoca una red de drenaje de baja eficiencia, con muy poco avenamiento, es decir, no existe una estructura en forma de "árbol"; los ríos que desembocan directamente en el Paraguay o Paraná superan en 4 a 1 a los que desembocan en estos cauces. El exceso hídrico en general transfluye entre las distintas cuencas, los pocos afluentes son en general muy largos, tanto como el cauce principal, y muchos cauces principales solo transportan agua en períodos hiperhúmedos. La relación entre el caudal evacuado por los ríos y las precipitaciones acumuladas resulta complejo de calcular por la gran cantidad de variables que lo afectan: saturación del suelo, de las napas, actividad de la vegetación, etc. Así y todo un trabajo estimó que el río Tapenagá, que discurre sobre los Bajos Submeridionales transporta entre 3 y 8% de lo acumulado en su cuenca. En la zona del Tapenagá los suelos arcillosos y la menor cobertura boscosa generan en un régimen más irregular que los ubicados más al norte.
Las cabeceras de los ríos y arroyos suele estar en extensas zonas anegables, que a veces también se encuentran en los tramos inferiores de las cuencias. Tanto los cauces principales como sus afluentes presentan innumerables curvas, con un índice de tortuosidad entre 2 y 3. No se pueden diferenciar áreas de captación, descarga y deyección, en su lugar pueden situarse tramos con aguas temporarias y otros con flujo permanente; dentro de este último a su vez se pueden separar los sectores afectados o no por los remansos de los ríos Paraná y Paraguay. En los tramos superiores el cauce solo resulta evidente en fotografías aéreas por el cambio en la vegetación, a simple vista solo puede intuirse la existencia de agua por la vegetación higrófila. En los tramos medios aparecen algunos albardones donde pueden crecer especies arbóreas, con forma de selva de galería si el desnivel supera los 2 metros respecto al fondo; la salinidad es muy variable reflejando el aporte que hagan las lluvias o las napas freáticas, lo que a su vez afecta la vegetación acuática. En el tramo final las márgenes son elevadas con bosques continuos; no presentan deltas lo que favorece la injerencia de los ríos Paraná o Paraguay en los cauces. En general arrastran muy pocos sedimentos, esto se debe al gran nivel de fijación que produce la cubierta vegetal.
Los albardones son formados por depósitos aluvionales de margen, estos pueden crecer al punto de generar lo que se denomina cauces colgantes, es decir, que quedan desconectados de las zonas laterales, donde en consecuencia se forman cañadas, esteros y lagunas, y las divisiones de agua se tornan en muchos casos irrelevante.
Existen dos pendientes generales, una que va desde el río Bermejo hasta el río Negro, con rumbo sudeste. Al sur de este se presentan unos pocos recorridos submeridianos, afectados por las dislocaciones de la margen derecha del Paraná; entre estos últimos se destaca el río Tapenagá.
Numerosos cauces secos surcan la planicie, conocidos localmente como madrejones. Se supone que la mayoría se debe a antiguos cauces de los ríos Bermejo y Salado, pero también se estima que un período climático reciente más húmedo que el actual enriqueció el drenaje de la zona.

#### Ríos alóctonos
Las lluvias que se precipitan sobre la ladera de barlovento en las zonas montañosas del noroeste del país dan forma al río Bermejo, el más caudaloso de los 4 que ríos alóctonos que surcan la región chaqueña, el único que descarga la mayor parte de su caudal en su desembocadura, y el único que pasa por el Chaco, donde forma el límite entre el Chaco y Formosa. Debido a que su alimentación es casi exclusivamente pluvial, su máximo se registra en febrero, mientras que la bajante alcanza su plenitud a fines del invierno. La pendiente muy marcada y la irregularidad del régimen explican la extraordinaria actividad erosiva, de manera que en época de crecientes acarrean un muy elevado volumen de material sólido, el cual de hecho da su nombre al río. Se estima que esta carga alcanza los 60 millones de m³ anuales, suficientes para elevado un milímetro la superficie de casi toda la provincia. Tamaña carga sedimentaria le da gran inestabilidad a su cauce, con tendencia a desviarse lateralmente. En una sucesión de períodos secos predomina el transporte de sedimentos por sobre la erosión que genera el agua, rellenando los cauces; cuando le sucede una fuerte crecida, los cauces rellenados no pueden canalizar el agua y se abren nuevos cauces que por lo general se secan al finalizar la creciente. Sin embargo puede ocurrir que este nuevo cauce ciegue el trayecto original. Esto de hecho ocurrió a fines del siglo XIX, cuando se formó el río Teuco, que es desde entonces el cauce principal del río relegando a su cauce anterior a un mero brazo, conocido hoy como río Bermejito.

### Ambientes leníticos
No existen diferencias entre la biota existente en los ríos y lagunas o bañados. De hecho muchos ríos pueden comportarse como una sucesión de lagunas durante los períodos de sequía. Diferencias de entre 20 y 30 centímetros en el relieve pueden ser suficientes para la acumulación de agua que forma los bañados y esteros.

#### Bañados
En los bañados el agua alcanza entre 30 y 40 cm de espesor, por lo general en períodos irregulares de menos de 6 meses y con baja recurrencia; sus límites son difusos y muchas veces solo perceptibles por la presencia de vegetación hidrófila. La recarga se produce por lluvia, y ocasionalmente por desbordes fluviales. El suelo posee gran cantidad de materia orgánica. Todo el conjunto presenta grandes diferencias entre salinidad y disponibilidad de agua.
De acuerdo a la vegetación presente se los puede clasificar en bañados con palmar o leñosas, con pajonal o gramillares hidrófilos. Los bañados con palmera caranday —una especie muy resistencia a los incendios, y con capacidad de rebrotar tras varios meses cubierta por el agua— son habituales en el centro de la provincia, perdiendo presencia hacia el Este y Sur; entre ellos crecen pajonales, y también se pueden observar algarrobos o chañares. Los bañados con pajonal no presentan árboles, pudiendo relacionarse con una menor actividad ganadera y menor preponderancia del fuego. En los bañados con gramillares hidrófilos —a veces impropiamente denominados esteros— hay vegetación graminosa baja, con períodos de inundación de hasta 9 meses y hasta 60 cm de profundidad; el color es entre ámbar y ferroso por la saturación de compuestos orgánicos. A diferencia de los ríos el suelo arcillos impide el contacto con las napas freáticas, y la renovación de materia orgánica muerta marcan diferencias en el pH y la conductividad respecto a los cursos de agua. La vegetación avanza paulatinamente desde los sectores más altos hasta los más profundos de las cañadas. Las aguas son ricas en plancton, y poseen una ictiofauna adaptada a la escasez de oxígeno.
Los bañados salinos se presentan particularmente en los Bajos Submeridioncales, y se forman por el ascenso de las napas freáticas, con vegetación dominada por el espartillar. El espartillar no favorece la fauna silvestre, y acarrean las sales desde el suelo a su estructura durante el crecimiento, para ser liberadas en los incendios.
Finalmente están los esteros, en los que el agua permanece entre 9 y 11 meses, y ubicadas en los sectores más bajos de las cuencas. La vegetación es herbácea y limitada a 2 especies; estas especies son helófitas, estando adaptadas a una recurrente carencia de oxígeno en el suelo. A diferencia de los bañados la vegetación es permanente, impidiendo el desarrollo de árboles y vegetación flotante libre; en caso de que varíen sustancialmente los períodos húmedos o secos, o que se construyan canalizaciones o tajamares, la vegetación cambia rápidamente con avance de leñosas en los bordes y presencia de pleuston en la zona central. Son en general más predecibles en su comportamiento. Mientras que en los bañados la vegetación seca queda en el suelo, en los esteros vuelve rápidamente al agua, donde se degrada muy lentamente y permanece disuelta en el agua. Además una parte muy baja es consumida por herbívoros, potenciando el proceso.

## Suelos
En el Este en general los suelos son pesados y poco permeables, con preponderancia de suelos arcillosos. La base está compuesta por sedimentos pardo-rojizos, limo-arcillosos, que se estima provienen de un gran ambiente flaviolacustre.
Todo el sector sudeste del chaco tiene suelos casi impermeables que retienen el agua. En estas depresiones naturales se forman depósitos de agua llamados esteros, bañados y lagunas. Los suelos chaqueños están cubiertos por un manto de tierra cuyo color predominante es el gris, compuesto principalmente por arenas y arcillas. La fertilidad del suelo es buena en general, aunque son más pobres los de la zona oeste.

## Vegetación
El relieve es el gran ordenador de la vegetación, pequeñas variaciones afectan la retención de agua en el suelo. En 1881 Fontana uno de los primeros exploradores describía tres ambientes: alto y seco, donde predominan árboles tanineros; media loma periódicamente anegada donde se encuentran ralos ejemplares de algarrobo, chañar y palma; y el último bajos de cañadas y esteros, con predominio de gramíneas hidrófilas. En las zonas más profundas se encuentra vegetación halófita permanente como totoras, pehuajó, juncos, entre otras. En los cauces de agua la velocidad de escurrimiento y salinidad permite la permanencia temporal de hidrófitos flotantes libres, arraigados flotantes y ocasionalmente sumergidos.
Los algarrobos y chañares mencionados en zonas intermedias tienen capacidad de rebrotar tras inundaciones de más de 30 días, sin embargo anegamientos prolongados aún con pocos centímetros pueden terminar con las mismas especies. 
Existen dos ambientes de diferencias marcadas separadas por una zona de transición. Al este dominan los pantanos, avanzando como cuñas por efecto de la erosión retrocedente de los cauces pluviales. Al oeste los suelos son en general más permeables, con depósitos de limo y arena, de tipo pedemontano. En las zonas más occidentales dominan los bosques xerófilos, a expensas de la casi desaparición de las abras; en el centro los bosques y las herbáceas se encuentran en equilibrio; y en la parte oriental las herbáceas predominan.
En el lecho mayor excepcional del Paraguay-Paraná, es decir la zona más oriental, predominan los pajonales y los palmares de caranday, solo ocasionalmente alterados por finas galerías boscosas en las zonas más elevadas de los albardones. Entre el río Bermejo y el río Negro aproximadamente se encuentra selva de ribera, y en los escasos altos de suelo limo-loéssico isletas de monte donde sobresalen el quebracho colorado y el urunday; en los bajos vuelven a aparecer los palmares y extensas coronas de espartillares. Más al sur se encuentran los Bajos Submeridionales, con suelos salinos, donde dominan el mencionado espartillo y el pasto amargo; en las cejas de monte abundan el chañar, algarrobo, tala y espinillo, entre otros.
En la cuenca ubicada entre los ríos Teuco y Bermejito se alternan bosques de quebracho colorado y palo santo con abras en las zonas altas, mientras que en los bajos prosperan el itín y el vinal. Al sur de esta se presentan montes xerófilos de porte mediano en isletas ubicadas en claros esteparios. El Noroeste de la Provincia está prácticamente cubierto en su totalidad por el monte conocido como El Impenetrable, el cual es a juicio de Morello y Adámoli el área más leñosa entre todas las semiáridas del mundo, siendo característico la inexistencia de paisajes semiabiertos. En dicho bosque sobresalen el quebracho colorado y el quebracho blanco, relictos de un clima más húmedo en un pasado reciente.

## Fauna
En los bañados se encuentran especies adaptadas a la baja presencia de oxígeno como tarariras y cascarudos. Estos a su vez atraen poblaciones itinerantes de garzas, mientras que los patos tienen mayor regularidad. 

## Proceso de ocupación
Durante la colonización española todo el Gran Chaco fue considerado tierra india, vasto sector sin ocupación blanca por la tenaz oposición de sus habitantes originarios, que solo hizo pie de forma temporaria con algunos asentamientos como Concepción del Bermejo. El asentamiento blanco más cercano era la Ciudad de Corrientes, en la margen izquierda del río Paraná. Esta condición se sostuvo hasta los comienzos de la etapa independiente argentina, bien avanzado el siglo XIX, a modo de ejemplo Martín de Moussy en 1866 lo llamó Territorio Indio del Norte. El primer asentamiento ocupado de forma permanente corresponde al Paraje San Fernando —frente a la mencionada Corrientes—, origen de la ciudad de Resistencia luego capital del territorio, desde la cual se organizaría la ocupación blanca del territorio. Una campaña militar a fines del siglo XIX sometió definitivamente a la población aborigen, posibilitando la ocupación plena del recién creado Territorio Nacional. Esta primera avanzada se hizo con un cinturón de colonias agrícolas sobre la capital; el éxito de la empresa promovió la especulación inmobiliaria que generó alrededor de esta primera zona una corona de latifundios, y más allá de esta quedó una amplísima zona de tierras fiscales.
La zona de latifundios fue ocupado en primer lugar por la explotación de tanino. Una vía férrea construida desde la Ciudad de Santa Fe hasta Resistencia avanzó desde el Sur con permiso para extraer de los terrenos linderos los árboles de quebracho colorado, de los que se extraía el tanino y con cuya madera se construían durmientes para las líneas de ferrocarril que se desarrollaban a lo largo del país. Esta ocupación generó asentamientos muy dinámicos a fines del siglo XIX, destacándose La Sabana, sin embargo al declinar la extracción del quebracho cayó la principal actividad y quedaron reducidos a pequeñas localidades ganaderas, ya que las condiciones ambientales de los llamados Bajos Submeridionales impedían la práctica de la agricultura. -
La única excepción es Villa Ángela, que ubicándose en el extremo geográfico pudo formar parte de la siguiente etapa, en la que se formaron colonias agrícolas sobre las estaciones de ferrocarril que se desarrollaban. En principio fueron dos: la línea Resistencia - Metán y la línea Añatuya - Avia Terai. El éxito del cultivo de algodón atrajo grandes cantidades de inmigrantes a las nuevas colonias, completando el último gran proceso de ocupación territorial.